# Torre de la Fonteta
La Torre de la Fonteta, anomenada també la Torre o Torre dels Blanco, és un Bé d'Interès Cultural, amb anotació ministerial R-I-51-0010970, i data d'anotació 28 de gener de 2003. Se situa al carrer Sant Pau número 9 del municipi d'Albocàsser, a la comarca de l'Alt Maestrat, uns cinquanta metres de la muralla del castell, edifici que sembla vigilar i protegir, a més de fer-ho a les terres adjacents, en aquesta entrada a la Ciudad pel camí antic de València.

## Història
Es considera que el nom de Torre de la Fonteta és degut a situar-se a uns dos-cents metres d'una font, que es troba al camí antic de València. Per la seva banda, l'anomenat Torre dels Blanco té el seu origen en ser aquest el nom de l'última família propietària de la torre.
Amb anterioritat, la torre va pertànyer a la família Fuster, la qual va tenir alguns membres rellevants, com l'arquebisbe de Sacer, En Gaspar Fuster i Vidal; En Manuel Fuster Membrado, cosí germà de l'arquebisbe En Gaspar i En Ramon de Pedro i Fuster, que fou s un conegut escriptor i genealogista.
En 1773, Francisco Fuster va vendre als germans Alejandro, Antonio i Eusebio Segarra Miralles, la torre, la sínia, "caseta" i terra, per 800 lliures, de les quals 197 corresponien a la torre. Més tard, la torre formarà part dels guanys del matrimoni d'en Josef Vicente Pascual Meliá Sentelles (1795-1869), militar i hereu del vincle dels Meliá (qui ha conservat la torre en propietat fins a l'actualitat), i la seva primera Na Maria Montull Villalonga.

## Descripció
La torre, de planta quadrada fou ampliada posteriorment passant a tenir planta rectangular. La fàbrica dels seus murs és de maçoneria amb carreus a les cantonades. La coberta inclinada té un sol pendent i està envoltada de pinacles a manera de merlets en tres dels seus fronts, la façana posterior queda alliberada dels pinacles, cosa que permet que la teulada forme un petit ràfec, i a més que es puga veure com hi ha una diferència d'altures entre l'estructura primitiva i l'ampliada, que és més baixa. En l'estructura primitiva s'obre una galeria, renaixentista (dins del més pur estil d'arcades a l'aragonesa en opinió de Lampérez, seguint la gran tradició de l'arquitectura catalanoaragonesa, que utilitza la coronació en galeria a partir del segle xvi, hi ha multitud d'exemples a la ciutat de València, com el Col·legi del Patriarca, o el Palau de Valeriola) que remata la fàbrica.
L'entrada s'efectua per una petita porta, i destaca una gran finestra al seu costat esquerre amb reixa de forja; sobre la porta es poden veure dues petites finestres i hi ha a més altres petites finestres a la torre.